# Sunbeam-Talbot 90
Der Sunbeam-Talbot 90 ist eine viertürige Limousine, die die Rootes Group 1948 als Nachfolger des Sunbeam-Talbot 2 litre herausbrachte. Das Modell war auch als Cabriolet verfügbar. Der Tourer, beim Vorgängermodell noch erhältlich, wurde nicht mehr angeboten. Ab 1953 hieß das Modell Sunbeam Mark III.

## Modelle

### 90 Mark I
Der Sunbeam-Talbot 90 Mark I hatte in die Kotflügel integrierte Scheinwerfer und eine hinten angeschlagene Motorhaube. Die Hinterräder waren mit "Spats" verkleidet; die Trittbretter entfielen. Der 4-Zylinder-Reihenmotor mit 1944 cm³ Hubraum entsprach dem des Humber Hawk und wurde vom Vorgängermodell übernommen, erhielt aber hängende Ventile (ohv), wodurch er 64 bhp (47 kW) Leistung entwickelte. Alle 4 Räder waren weiterhin an Starrachsen mit Halbelliptik-Blattfedern aufgehängt. Das Fahrzeug erreichte eine Höchstgeschwindigkeit von 124 km/h.
Mit gleicher Karosserie, aber schwächerem Motor, wurde der Sunbeam-Talbot 80 geliefert.

### 90 Mark II
1950 wurde das Modell überarbeitet. Die Karosserie des Vorgängers wurde für den Mark II übernommen. An der Vorderachse gab es eine Einzelradaufhängung und Schraubenfedern, außerdem einen neuen Motor, mit 2267 cm³ Hubraum. Die Leistung stieg auf 70 bhp (51 kW) bei 4000 min−1 an, die Höchstgeschwindigkeit auf 145 km/h.
Wie das kleinere Schwestermodell 80 wurde auch der 90 bei der Rallye Monte Carlo eingesetzt.

### 90 Mark IIA
1952 erfolgte eine weitere Überarbeitung, die aber hauptsächlich die Karosserie betraf. Der Sunbeam-Talbot 90 Mark IIA hatte höher gesetzte Scheinwerfer und die hinteren Radabdeckungen (Spats) entfielen. Die Länge der Karosserie hatte etwas zugenommen, die Höchstgeschwindigkeit betrug nur noch 131 km/h.
Parallel zum 70 bhp-Motor wurde eine leistungsfähigere Variante mit 77 bhp (56,6 kW) bei 4100 min−1 angeboten.

### Mark III
Ab 1953 entfiel der Name Talbot; alle ehemaligen Sunbeam-Talbot hießen nun wieder Sunbeam, als erstes der neue Sunbeam Alpine Mark I, ein aus dem Typ 90 entwickeltes Cabriolet. 1954 erschien der Nachfolger des Modells 90 Mark IIA, der sich Sunbeam Mark III nannte (Die Bezeichnung "90" war ebenfalls entfallen).
Der Motor hatte erneut an Leistung zugelegt und lieferte jetzt 80 bhp (59 kW) bei 4400 min−1. Dies ermöglichte eine Höchstgeschwindigkeit von 151 km/h. 1955 stellte sich auch ein besonderer Erfolg der Beteiligung an der Rallye Monte Carlo ein: Ein Mark III trug in diesem Jahr den Sieg davon.

### Mark IIIS
1957 erschien der Sunbeam Mark IIIS. Sein Motor hatte erneut eine Leistungsspritze bekommen und lieferte jetzt 92 bhp (67,6 kW). Der Mark IIIS war nur als Limousine erhältlich.
Im selben Jahr wurde die Produktion der großen Sunbeam-Limousinen ersatzlos eingestellt, während der Humber Hawk mit dem gleichen Motor noch bis 1968 weiter angeboten wurde.